# Cthulhu para presidente

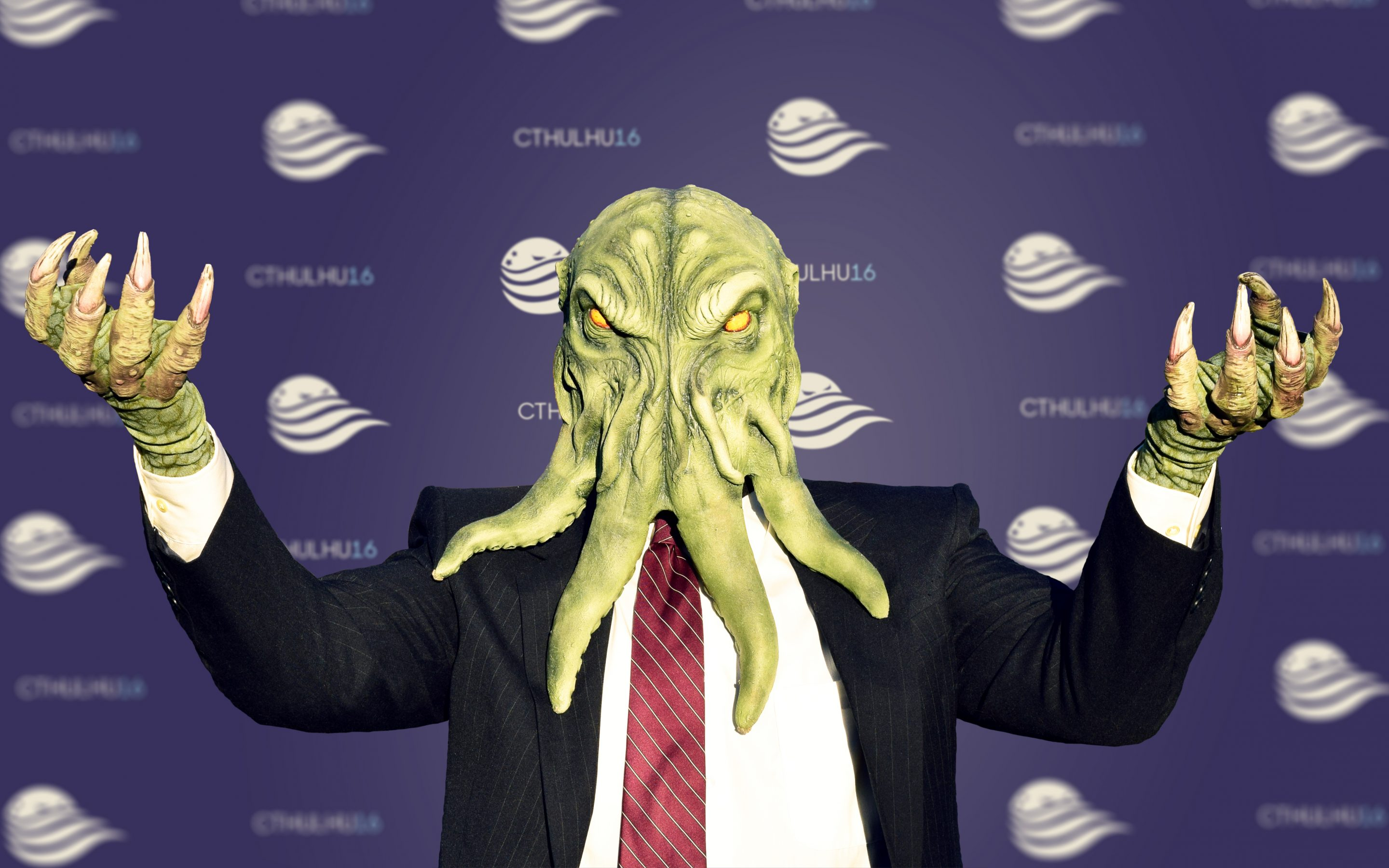
Personagem do terror cósmico e candidato presidencial dos EUA de 2016, Cthulhu, em campanha, de CthulhuForAmerica.com

"Cthulhu para presidente" é uma paródia política da eleição presidencial dos Estados Unidos, na qual Cthulhu, o personagem do horror cósmico, concorre para presidente dos Estados Unidos. Campanhas de paródia acompanhadas de materiais de propaganda política foram realizadas para cada uma das eleições presidenciais dos Estados Unidos desde 1996, geralmente com o lema "Cthulhu para presidente: Por que contentar-se com o mal menor?" Campanhas de paródia semelhantes foram feitas para presidências de outros países.

## Cthulhu

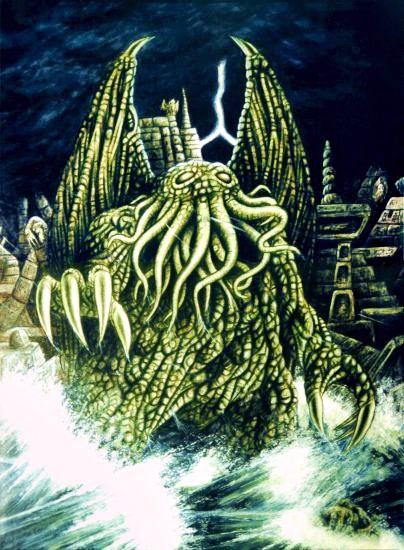
Cthulhu na cidade de R'lyeh

Cthulhu é uma entidade cósmica fictícia criada pelo escritor HP Lovecraft e descrita como uma enorme criatura antropomorfica com garras e asas, com uma cabeça semelhante a um polvo e adorada por cultistas em todo o mundo. A criatura foi apresentada pela primeira vez no conto de 1928 " O Chamado de Cthulhu ", mas desde então tem sido destaque em várias referências da cultura popular.

## Chaosium
A empresa de jogos Chaosium publica vários jogos sobre o trabalho de Lovecraft. Dentre eles, o primeiro foi o RPG: Call of Cthulhu em 1981. Em 1996, a Chaosium publicou um kit de campanha política "Cthulhu para o presidente", incluindo um broxe de campanha, pôsteres, placas de jardim, discursos e uma cartilha, "Contrato na América" (parodiando o Contrato de 1994 com a América ).  Este ganhou o Prêmio Origins de 1996 de Melhor Acessório de Jogo.
Em 2004, a Chaosium, em cooperação com Chris O'Neill e Daniel Landis da "9th Level Games", uma editora de jogos de RPG, fez um jogo completo "Cthulhu for President". Nele, os jogadores retratam funcionários da campanha do Partido Ancião servindo aos Grandes Antigos em uma luta política oculta. Na edição de 2016 foi parodiada as eleições presidenciais americanas que estava sendo disputada entre Hillary Clinton and Donald Trump.

## Eleições presidenciais
A campanha de paródia de Cthulhu para o presidente se repetiu em vários ciclos eleitorais. O site "Cthulhu.org" foi a primeira campanha "Cthulhu para presidente" na internet, começando em 1997, acompanhando os materiais de campanha Chaosium, e funcionando pelo menos até 2007. Broxes e camisetas que descrevem Cthulhu com a frase "Por que escolher o mal menor ? O logotipo de "Cthulhu for President" foi vendido durante as campanhas eleitorais presidenciais dos Estados Unidos em 2000 e  vídeos e pôsteres de Cthulhu para presidente foram feitos para as eleições presidenciais dos Estados Unidos em 2008 e 2012, e para as eleições presidenciais de 2010 na Polônia . Um site espanhol (Vota Cthulhu: Partido No Euclidiano Por el Fin de los Días - o Partido Não Euclidiano do Fim dos Dias ) apoiou Cthulhu como presidente nas eleições gerais espanholas de 2011 .  Um site da campanha de Cthulhu 2012 deu a Cthulhu um candidato a vice-presidente, Dagon, de uma das primeiras histórias de Lovecraft .

### Cthulhu pela América
O ciclo de eleições presidenciais dos Estados Unidos de 2016 incluiu um site maior "Cthulhu for America", que atraiu celebridades e atenção internacional.  O site foi lançado em agosto de 2015 e incluía mercadorias como camisetas, adesivos, panfletos e canecas com slogans como "Por que escolher o mal menor?" E uma versão de Black Lives Matter / All Lives Matter : "Nenhuma vida importa " Sua conta no Twitter tinha mais de 35.000 seguidores. Em dezembro de 2015, a campanha "Cthulhu for America" lançou um kit War on Christmas incluindo adesivos de Cthulhu para serem colocados sobre o logotipo das xícaras de café da Starbucks. O site deu crédito à Chaosium pelas "campanhas" dos anos 1990 e 2000, mas se distanciou da empresa.
A campanha Cthulhu pela América foi endossada pelo cineasta mexicano Guillermo del Toro e seus seguidores no Twitter em junho de 2016 (também referindo-se à página espanhola da Vota Cthulhu). del Toro também inverteu o logotipo Cthulhu para presidente (de VoteCthulhu.com, um URL alternativo de Cthulhu para a América) e o chamou de "Donald Cthrump", referindo-se ao candidato Donald Trump .
Em setembro de 2016, o escritor de terror americano Stephen King escreveu que Donald Trump era na verdade Cthulhu disfarçado: "O penteado absurdo não é absurdo de forma alguma. Ele esconde os tentáculos. "  A campanha de Cthulhu pela América respondeu com uma negação raivosa ("Trump mal poderia esperar ser 1/63 tão bom quanto eu se ele não fosse um bufão")  com uma declaração mais longa incluindo referências a muitos dos livros de King . A campanha havia feito uma refutação semelhante à declaração de John Boehner de que o candidato Ted Cruz era " Lúcifer em carne e osso", escrevendo "O único ser de puro mal nesta corrida sou eu mesmo".
Cthulhu pela América continuou nas eleições presidenciais dos Estados Unidos de 2020, desta vez com o slogan "Wreck. World. Worse.","- Naufrágio. Mundo. Pior. ", Pem português. arodiando o slogan Build Back Better da campanha presidencial de Joe Biden 2020.  Quando o logotipo inicial usado para a Convenção Nacional Republicana de 2020 tinha um emaranhado de linhas aparentemente emergindo do elefante republicano, ele foi popularmente comparado a Cthulhu e seus tentáculos.

## Slogans eleitorais e princípios políticos selecionados
- "Cthulhu para presidente: Por que contentar-se com o mal menor?" [20][21]
- "Igualdade através da insanidade" [10][22]
- "Eu quero que você pegue uma cabeça e a consuma para se alimentar."
- "Manter a mudança climática"
- "Legalize o sacrifício humano"
- "Nenhuma vida importa"
- "Sem mais anos"
- "Vote em Cthulhu ... e você nunca mais terá que votar."